# Otavio Ferreira
Otavio Ferreira (Rio de Janeiro, Brasil, 8 de junio de 1988) es un futbolista brasileño. Juega de delantero y su equipo actual es el Club Social y Deportivo Independiente José Terán de la Serie A de Ecuador. 

## Clubes
| Club                     | País    | Año           |
| ------------------------ | ------- | ------------- |
| Nova Iguaçu              | Brasil  | 2007-2011     |
| Venda Nova               | Brasil  | 2012          |
| Independiente José Terán | Ecuador | 2012-presente |